# Nasutniki

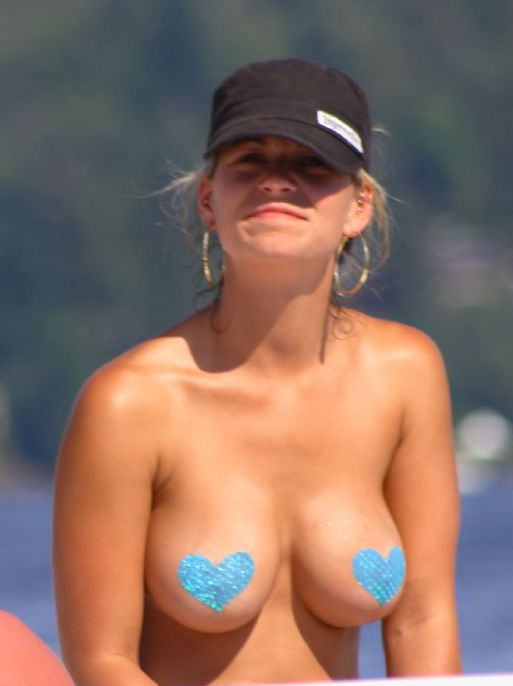
Kobieta na plaży z naklejonymi nasutnikami

Nasutniki – nakładki naklejane przez kobiety na piersi tak, by zasłonić brodawki sutków. Utożsamiane są głównie z burleską, przemysłem erotycznym oraz ruchami propagującymi chodzenie topless. Nasutniki występują w wielu kolorach i odmianach. Do najpopularniejszych należą te w kształcie gwiazdek, liter X, serduszek, czy kółek, czasem też ze specjalnymi frędzlami.

## Zastosowania
- burleska: nasutniki zostały spopularyzowane przez pokazy burleski i striptizu. Kobiety mogły w ten sposób rozbierać się jednocześnie nie pokazując za dużo, by nie łamać prawa. Pojawiły się w latach 20. XX wieku i są popularne do dziś[1][2]
- bielizna: niektóre kobiety noszą nasutniki jako rodzaj bielizny do sukienek, przy których nie zakłada się staników[3]
- bikini: może to być także element stroju bikini, który ułatwia uzyskanie równomiernej opalenizny bez białych śladów. Taki strój (nasutniki w połączeniu z majtkami) określany jest często jako stikini[4]
- protesty: niekiedy kobiety organizujące nagie protesty lub happeningi takie jak np. Go Topless Day zakładają nasutniki, by uniknąć oskarżeń o zgorszenie publiczne[5]